# Corymorpha carnea
Corymorpha carnea is een hydroïdpoliep uit de familie Corymorphidae. De poliep komt uit het geslacht Corymorpha. Corymorpha carnea werd in 1876 voor het eerst wetenschappelijk beschreven door Clark. 